# 음악FM
음악FM은 본래 음악감상을 목적으로 만든 FM방송을 말한다. 원래는 뉴스와 종합적인 내용을 AM방송으로 방송했고 음악 등을 FM방송으로 많이 방송해서 FM방송으로 통용되어서 불렀으나 요즘에는 AM방송을 재송신하는 표준FM과 뉴스와 종합적인 내용을 방송하는 FM방송이 많이 개국되어 이들과의 구분을 위해 음악FM이라 칭하여 부르고 있다.

## 대한민국의 음악FM
대한민국에서는 1965년 대한민국 최초의 FM방송인 서울FM방송(현:KBS 쿨FM)이 개국되었고 그 후 1970년엔 부산MBC FM(현:부산MBC FM4U) 개국 후 1971년에는 MBC FM(현:MBC FM4U)이 개국한다. 1979년에는 KBS FM(현:KBS 클래식FM)이 개국되었고 1995년에는 CBS FM(현:CBS 음악FM)이, 1996년에는 SBS 파워FM, 그리고 2001년에는 Gugak FM이 각각 개국했다.
대한민국에서는 방송법상 이러한 음악FM방송에 종합뉴스와 스포츠 중계 등을 할 수 없으나, 민방위 훈련 방송과 짤막한 뉴스브리핑은 가능하다.

## 대한민국 (수도권)
- KBS 해피FM
- KBS 클래식FM
- KBS 쿨FM
- MBC FM4U
- SBS 파워FM
- CBS 음악FM
- Gugak FM
- WBS FM

## 대한민국 (부산)
- KBS부산 제2라디오(KBS 해피FM/KBS 쿨FM)
- 부산MBC FM4U(MBC FM4U)
- KNN 파워FM(SBS 파워FM)
- 부산CBS 음악FM(CBS 음악FM)
- 부산국악방송
- KBS부산 FM
- 부산원음방송

## 대한민국 (대구ㆍ경북 중남부)
- KBS대구 제2라디오(KBS 해피FM/KBS 쿨FM)
- 대구MBC FM4U(MBC FM4U)
- TBC 드림FM(SBS 파워FM)
- 대구CBS 음악FM(CBS 음악FM)
- 대구국악방송
- KBS대구 FM
- 대구원음방송

## 대한민국 (경북 동해안)
- 포항MBC FM4U(MBC FM4U)
- TBC 드림FM(SBS 파워FM)
- 경주∙포항국악방송
- KBS포항 FM(KBS 클래식FM)

## 대한민국 (경북 북부)
- 안동MBC FM4U(MBC FM4U)
- TBC 드림FM(SBS 파워FM)
- KBS안동 FM(KBS 클래식FM)

## 대한민국 (광주ㆍ전남 중북부)
- KBS광주 제2라디오(KBS 해피FM/KBS 쿨FM)
- 광주MBC FM4U(MBC FM4U)
- kbc 마이FM(SBS 파워FM)
- 광주CBS 음악FM(CBS 음악FM)
- 광주국악방송
- KBS광주 FM
- 광주원음방송

## 대한민국 (전남 동부)
- KBS광주 제2라디오(KBS 해피FM/KBS 쿨FM)
- 여수MBC FM4U(MBC FM4U)
- kbc 마이FM(SBS 파워FM)
- KBS순천 FM(KBS 클래식FM)

## 대한민국 (전남 서남부)
- 목포MBC FM4U(MBC FM4U)
- 진도∙목포국악방송
- KBS목포 FM(KBS 클래식FM)

## 대한민국 (전북)
- KBS전주 제2라디오(KBS 해피FM/KBS 쿨FM)
- 전주MBC FM4U(MBC FM4U)
- JTV 매직FM(SBS 파워FM)
- 전주국악방송
- 남원국악방송
- KBS전주 FM
- 전북원음방송

## 대한민국 (대전ㆍ세종ㆍ충남)
- KBS대전 제2라디오(KBS 해피FM/KBS 쿨FM)
- 대전MBC FM4U(MBC FM4U)
- TJB 파워FM(SBS 파워FM)
- 대전국악방송
- KBS대전 FM(KBS 클래식FM)

## 대한민국 (충북 중남부)
- KBS청주 제2라디오(KBS 해피FM/KBS 쿨FM)
- MBC충북 FM4U(MBC FM4U)
- CJB 조이FM(SBS 파워FM)
- 영동국악방송
- KBS청주 FM(KBS 클래식FM)

## 대한민국 (충북 북부)
- MBC충북 FM4U(MBC FM4U)
- CJB 조이FM(SBS 파워FM)
- 충주국악방송
- KBS충주 FM(KBS 클래식FM)

## 대한민국 (울산)
- 울산MBC FM4U(MBC FM4U)
- ubc 그린FM(SBS 파워FM)
- KBS울산 FM(KBS 클래식FM)

## 대한민국 (경남 중부)
- KBS창원 제2라디오(KBS 해피FM/KBS 쿨FM)
- MBC경남 창원 FM4U(MBC FM4U)
- KNN 파워FM(SBS 파워FM)
- KBS창원 FM(KBS 클래식FM)

## 대한민국 (경남 서부)
- MBC경남 진주 FM4U(MBC FM4U)
- KNN 파워FM(SBS 파워FM)
- 경주∙포항국악방송
- KBS진주 FM(KBS 클래식FM)

## 대한민국 (강원 영서 북부)
- KBS춘천 제2라디오(KBS 해피FM/KBS 쿨FM)
- 춘천MBC FM4U(MBC FM4U)
- G1 프레쉬FM(SBS 파워FM)
- KBS춘천 클래식FM(KBS 클래식FM)

## 대한민국 (강원 영서 남부)
- 원주MBC FM4U(MBC FM4U)
- G1 프레쉬FM(SBS 파워FM)
- KBS원주 FM(KBS 클래식FM)

## 대한민국 (강원 영동)
- MBC강원영동 FM4U(MBC FM4U)
- G1 프레쉬FM(SBS 파워FM)
- 강릉국악방송
- KBS강릉 FM(KBS 클래식FM)

## 대한민국 (제주)
- KBS제주 제2라디오(KBS 해피FM/KBS 쿨FM)
- 제주MBC FM4U(MBC FM4U)
- JIBS 뉴파워FM(SBS 파워FM)
- 제주국악방송
- KBS제주 FM(KBS 클래식FM)

## 일본의 음악FM
- NHK FM